# Overvintringsteorien
Overvintringsteorien er en hypotese gående ud på, at nogle plante- og dyrearter overlevede istiden på den skandinaviske halvø ved at søge tilflugt i lokale isfrie områder, såkaldte refugier. Den står i modsætning til "tabula rasa"-hypotesen, ifølge hvilken isen dækkede hele halvøen således, at alt liv blev udryddet, og at alle arter følgelig er indvandret efter istiden.
De første tanker om, at planter havde overlevet istiden i Norge findes i arbejder af Axel Blytt fra 1870- og 80-erne, men teorien blev først klart formuleret af Rutger Sernander i 1896. Teorien er et forsøg på at forklare flere ejendommelige forhold ved udbredelsen af enkelte fjeldplanter. Mulige refugier kan have været bjergtoppe, som stak op af indlandsisen (nunatakker), eller isfrie områder uden for isranden.

## Historie
Teorier om, at isbræerne i tidligere perioder havde været større end i dag blev udviklede i første halvdel af 1800-tallet. I løbet af 1850- og 1860-erne blev det accepteret, at hele Den skandinaviske halvø havde været dækket af is. Man mente, at isen havde udslettet alt liv, og at dagens arter måtte være indvandrede efter istiden fra syd og øst.
Axel Blytt offentliggjorde i 1876 et arbejde om indvandringen af Norges flora, Forsøg til en Theorie om Indvandringen af Norges Flora under vexlende regnfulde og tørre Tider. De fleste skandinaviske bjergplanter har en cirkumpolar udbredelse i nordlige strøg, mens andre ellers kun findes i Alperne og andre mellemeuropæiske bjerge. Det er let at forestille sig, at disse planter var indvandrede over land efterhånden som klimaet blev varmere.
Blytt kunne imidlertid også påvise, at nogle skandinaviske fjeldplanter har sine nærmeste slægtninge på den anden side af Atlanterhavet i Grønland og Nordamerika. Blytt mente i 1876, at disse såkaldte amfiatlantiske planter var kommet til Norge efter istiden, men i et arbejde fra 1882 antydede han, at nogle planter kunne have overlevet istiden i Norge. Den første klare formulering af overvintringsteorien blev givet af Rutger Sernander i 1896:
"I anslutning til egne och Blytts växtgeografiska undersökninger anser jag, att af nordens interglaciala flora til artsantallet ingalunda obetydliga räster bevarats på en del norska fjäll, särskildt i Dovre, Nordlanden och Finnmarken, hvilka ej övferskredos af den andra landisen: Särskildt hafva vi från denna tid den skandinaviska florans amerikanskt-grönländska element."
Overvintringsteorien har hele tiden været omstridt, og den er fortsat hverken endelig bevist eller modbevist. Mange fremstående norske botanikere har været forkæmpere for teorien, for eksempel Rolf Nordhagen, Eilif Dahl og Olav Gjærevoll. Teorien har også fået støtte af zoologer som Carl H. Lindroth.
De fleste geologer har været afvisende over for teorien, eftersom det ikke har været muligt sikkert at påvise isfrie områder ved geologiske metoder. Også visse botanikere, som Rolf Yngvar Berg, Anders Danielsen og Inger Nordal, har argumenteret imod teorien. Zoologen Arne Fjellberg har bidraget med alternative forklaringer.

## Baggrund for teorien
Mange af planterne i de skandinaviske bjerge har en udbredelse, som er begrænset til to områder: et sydligt som omfatter den nordlige del af Jotunheimen, Dovre, Sunndalsfjella og Trollheimen, og et stort nordlig område som strækker sig fra polarcirkelen til Vestfinnmark. Dele af Nordsverige og Enontekis i Finland ligger også inden for det nordlige område.
Planter, som findes i begge disse områder, kaldes bicentriske, mens arter, som kun findes i et af områderne, kaldes unicentriske. Arktisk alperose er et eksempel på en bicentrisk art, kantlyng er en nordlig unicentrisk art, og norsk malurt er en sydlig unicentrisk art. Tilhængerne af overvintringsteorien mener, at udbredelsen af de bi- og unicentriske arter kan forklares ved adskilte nordlige og sydlige refugieområder.
Mange af de bicentriske arter har deres nærmeste forekomst i fjerne strøg. Arktisk alperose har sin hovedudbredelse på Grønland og i Nordamerika og Østsibirien. Norsk malurt var tidligere ellers kun kendt fra det nordlige Ural, men den blev i 1952 fundet i Skotland. Oxytropis deflexa (en ærteblomstret, norsk: masimjelt) findes kun i Kautokeino, mens de andre underarter af samme art er udbredte i Altaj, Nordsibirien og Nordamerika.
Rolf Nordhagen og Gunvor Knaben gjorde omfattende studier af fjeldvalmuerne (Papaver radicatum) i den skandinaviske bjergkæde, og beskrev mange underarter med meget lokal udbredelse. De mente, at mangfoldigheden af fjeldvalmuer ikke kunne have udviklet sig i den forholdsvis korte periode efter istiden, og at disse endemiske former måtte have overlevet i adskilte refugier.
Klimaet i områderne syd og øst for den skandinaviske indlandsis var meget tørt med megen løss i luften. Vegetationen var en blanding af tundra- og steppeplanter. Forholdene må have været dårlig egnede for mange planter, som nu vokser i de skandinaviske bjerge, især dem, som er afhængige af surt jordsmon.
Den første flora, som voksede i Oslo-området og Østfold efter, at isen smeltede, bestod af lyskrævende planter og havde få fjeldplanter. Fund fra ældre dryas (ca. 14.000 år siden) i Danmark indeholder ikke bare fjeldplanter, men også arter, vi i dag regner som ukrudt, for eksempel kornblomst og dunet vejbred. Her voksede også varmekrævende planter som soløje (Helianthemum) og Ephedra. Østersøen dækkede i perioder under isafsmeltningen Mellemsverige og må have været en betydelig barriere for indvandring sydfra.
Overvintringsteorien løser strengt taget ikke problemet med, at norske fjeldplanter har sine nærmeste slægtninge i fjerne strøg, men bidrager til at skyde problemet bagud i tid. Man kan tænke sig, at disse planter før istiderne, eller i en mellemistid eller interstadial (isretræte), havde en sammenhængende udbredelse. Isen har opsplittet udbredelsen, og planterne har efterfølgende ikke kunnet sprede sig til hele deres gamle område.
Man regnede tidligere med fire istider (glacialer) i pleistocæn, men isotopundersøgelser af havbundssedimenter viser, at det var mange flere. Klimaet under en istid skiftede mellem meget kolde perioder (stadialer eller isfremstød) og mindre kolde perioder (interstadialer). Under sidste istid var der flere interstadialer, hvor klimaet var så mildt, at planter kunne vokse i Norge. Hvis overvintringsteorien skal give mening, bør det præciseres, at man mener "overvintring" under sidste istids maksimum for mellem 18.000 og 25.000 år siden.
Overvintringsteorien blev udviklet for at forklare forhold på Den skandinaviske halvø, men tilsvarende teorier er blevet formuleret for andre nordatlantiske områder som Grønland, Island, Svalbard og det østlige Canada. Alperne har mange flere endemiske plante- og dyrearter end Den skandinaviske halvø, og helt siden slutningen af 1800-tallet er det blevet diskuteret hvordan, de overlevede istiderne. Også her er der to konkurrerende teorier: enten flyttede arterne til refugier uden for iskappen, eller så overlevede de på områder, som stak op af isen.

## Dyr i refugierne
Hvis blomsterplanter overlevede i refugier, må man antage, at der også levede insekter der. Carl H. Lindroth mente at han kunne bevise, at løbebiller havde overlevet i vestskandinaviske refugier ved at studere længden på bagvingerne. Arne Fjellberg mener derimod, at udbredelsen af billearterne på Hardangervidda kan forklares uden at antage, at der har været refugier.
Det eneste endemiske pattedyr i Fennoskandia er lemmingen (Lemmus lemmus). Denne art er hårdfør og kan godt have overlevet i refugier. Øst for Hvidehavet overtager en anden art, L. sibiricus. Slægten Lemmus var almindelig i Mellemeuropa under istiderne. En undersøgelse af mitokondrielt DNA viser, at de to nævnte lemminge-arter skiltes ad før sidste istid. Bestanden af lemminger var meget lille under sidste istids maksimum, hvilket tyder på, at arten da var begrænset til små refugier.
Undersøgelser af mitokondrielt DNA viser, at der er to uens populationer af markrotte (Microtus oeconomus) i Fennoskandia. En af dem er kun kendt fra Andøya, Ringvassøya, Reinøya og to steder i Rusland. Dette kan tolkes som om, at markrotte overlevede istiden på Andøya, men det er usikkert, om en så krævende art kan have klaret sig der.
Efterårsfereje (Tanymastix stagnalis) er fundet i flere smeltedamme i Trollheimen. Dette krebsdyr har sine nærmeste forekomster i Sverige og Danmark. Undersøgelser af mitokondrielt DNA viser stor variation mellem de forskellige europæiske bestande. Disse forhold kan tyde på, at arten har overlevet i lokale refugier.
Et andet hårdført ferskvandskrebsdyr er Gammarus lacustris (en tangloppe), som har en vid udbredelse i Norge og Nordeuropa. Molekylærgenetiske undersøgelser viser, at de norske populationer har uens ophav. Bestandene i de nordvestlige kyststrøg skiller sig ud genetisk og må stamme fra et eget refugium.

## Mulige refugier
Tilhængerne af overvintringsteorien ser for sig to typer af refugier: nunatakker, altså bjergtoppe, som stak op af isen, og isfrie områder uden for isranden, såkaldte forlandsrefugier. Nordhagen mente, at der havde været forlandsrefugier i Ryfylke, ved Sognefjordens munding og på Møre.
Gjærevoll mente, at det var naturlig at sammenligne med nutidens forhold på Grønland. Her findes der både store isfrie kystområder og en række nunatakker både på vest- og østkysten. Nordgrønland er ikke isdækket på grund af tørt klima. I dette område vokser 106 plantearter, og over 60 % af dem forekommer også i de skandinaviske bjerge. På de meget isolerede Jensens nunatakker vokser der over 60 plantearter.
Et refugium, som ligner dagens Nordgrønland, kaldes et tundrarefugium og må have haft et kontinentalt klima med lidt nedbør. Refugier på nunatakker i kystbjergene må derimod have haft et relativt fugtigt klima. Eilif Dahl antydede, at der havde været refugier i kystbjergene op til Troms, mens Finnmark havde haft tundrarefugier. Det kan forklare forekomsten af nogle planter i Troms og Finnmark, som brunkulle, masimjelt og purpur-braya.
Geologiske undersøgelser af kontinentalsokkelen i forbindelse med den norske olieindvinding har givet mange nye oplysninger om isens udbredelse. Vi ved nu, at indlandsisen gik helt ud på eggakanten (det vil sige kontinentalskråningen) under de store istiders maksimum. Den skandinaviske indlandsis hang sammen med indlandsisen på de britiske øer og Barents-Kara-isdækket i nord. Den nye viden gør, at Nordhagens hypotetiske forlandsrefugier anses for mindre sandsynlige.
På Møre og i Troms findes der spidse bjergtoppe med tegn på stærk frostsprængning. Det er vanskelig at tænke sig, at isen kunne have gået over disse toppe uden at slibe dem ned. Fladere bjerge i samme område har store blokmarker, altså områder dækkede af kantede blokke, som er dannede ved forvitring af den lokale bjerggrund. Enkelte steder i blokmarken er lermineralerne kaolinit og gipsit blevet påviste. Disse mineraler dannes ved kemisk forvitring i varmt og fugtigt klima, hvilket er et tegn på, at blokmarkerne er meget gamle.
Sådanne observationer tages ofte som et tegn på, at disse områder stak op af isen. Men de kan også forklares ved, at indlandsisen var frosset fast til underlaget; denne type kolde bræer eroderer kun lidt. Vandreblokke ligger nogle steder på toppen af blokmarken, hvilket viser, at isen har bevæget sig over området. Blokmarken i bjergene omkring Gudbrandsdalen og Østerdalen går så lavt, at indlandsisen må have dækket dem, men det er ikke utænkeligt, at fjelde nærmere kysten har stukket op som nunatakker, for eksempel i Lofoten og på Sunnmøre.

## Alternative botaniske forklaringer
En enkel forklaring på udbredelsen af de bi- og unicentriske arter er slet og ret, at vækstforholdene er gode, hvor de vokser, mens forholdene i andre norske fjeldstrøg ikke passer dem. I mellemrummet mellem de to områder findes der ikke lige så høje fjelde som længere mod nord og syd. 
De fleste bicentriske planter foretrækker basisk eller neutral grund, men i mellemrummet er det til dels sure bjergarter, for eksempel Grong-Olden-kulminationen. Store rasmarker og forekomster af dolomit mangler. De bicentriske fjeldplanter skyr kystklima og mangler i fjelde nær havet. På grund af de lave fjelde trænger kystklimaet i mellemrummet helt ind til øst for den norsk-svenske grænse.
Det kan tænkes, at de bicentriske arter forekom i mellemrummet lige efter istiden. I den varme periode som fulgte havde fjeldplanterne i mellemrummet ikke samme mulighed for at flytte sig til højereliggende områder. Da klimaet blev koldere og fjeldplanterne igen kunne sprede sig, var jordsmonnet udvasket og dårligt egnet for krævende planter. 
Det kan også diskuteres, om de bicentriske arter er en godt defineret gruppe. Der findes ingen klare kriterier for at afgrænse gruppen. Rolf Yngvar Berg påviste, at fjeldplanterne kunne ordnes i en serie fra de stærkest bicentriske til de mest ubikvistiske (det vil sige med mest omfattende sammenhængende udbredelse), hvor det er vanskeligt at sætte en grænse for de bicentriske arter.

## Teoriens status i dag
Molekylærgenetik og kladistik har udviklet sig meget efter Knabens arbejder. Nye studier baserede på biokemi og multivariat analyse af morfologiske træk viser, at mangfoldigheden af fjeldvalmuer er mindre end man troede. Der er ikke fagligt grundlag for at opretholde de mange underarter. Tiden, som er gået siden istidens afslutning kan have været tilstrækkelig til, at den observerede variation har kunnet opstå.
DNA-sekventering viser, at arktiske planter har let ved at sprede sig over lange afstande. Åbent landskab, stærk vind og at store områder er dækkede med is og sne gør, at frø kan sprede sig langt. De stadige klimasvingninger i pleistocæn har måske ført til selektion af planter med god spredningsevne. Hos Purpur-Stenbræk er der påvist omfattende genflow mellem de forskellige populationer under sidste istid. De amfiatlantiske planter kan have spredt sig til Skandinavien ved istidens afslutning ved hjælp af vind, drivtømmer, drivis, fugle og pattedyr.
En gruppe norske forskere opsummerede status for overvintringsteorien i 2003. De mener, at der er stærke beviser for, at der fandtes isfrie områder inden for grænserne for isdækket under sidste istids maksimum. Der er derimod ingen fossiler, som viser, at der har været liv i disse områder. Molekylære data viser, at nogle planter har krydset Atlanterhavet for kort tid siden. Hos andre planter har populationerne på hver side af havet været adskilt længe, men dette kan forklares med, at de har overlevet i refugier uden for isdækket. Forskerne konkluderer, at overvintringsteorien ikke er nødvendig for at forklare udbredelsen af fjeldplanterne.
Molekylære data har stort set været brugt til at argumentere mod overvintringsteorien. I 2011 blev der imidlertid offentliggjort en artikel, hvori molekylære data viser, at tue-firling og dværg-arve sandsynligvis har overlevet i refugier inden for isdækket. Samtidig blev der publiceret en artikel, som viser, at løbebiller af slægten Trechus har overlevet sidste istid på nunatakker i Alperne. Disse forskningsresultater gør, at overvintringsteorien ikke kan afvises.
Den svenske forsker Leif Kullman har fundet makrofossiler fra træer på Åreskutan, 400–500 m over dagens skovgrænse. Kulstof 14-datering viser at træerne voksede i slutningen af sidste istid. Følgende 14C-aldre er målt: fjeldbirk 14.000 år, gran 11.000 år og fyr 11.700 år Andre forskere har været skeptiske overfor disse fund og mener, at prøverne kan være forurenede. Kullman har som et svar præsenteret fundet af en 16.900 år gammel birkerod fra Andøya, altså fra kort efter sidste istids maksimum.
I 2012 offentliggjorde en stor forskergruppe resultaterne af genetiske undersøgelser af pollen fundet i indsøsedimenter. I artiklen i tidsskriftet Science hævdedes det, at de boreale træarter overlevede sidste istids maksimum i Skandinavien. Analyserne viser, at gran voksede i Trøndelag for 10.300 år siden, og at der fandtes fyr og gran i nærheden af Andøya for henholdsvis 22.000 år og 17.700 år siden.